# Puisieulx
Puisieulx ist eine französische Gemeinde mit 452 Einwohnern (Stand: 1. Januar 2022) im Département Marne in der Region Grand Est (vor 2016 Champagne-Ardenne). Die Gemeinde gehört zum Arrondissement Reims und zum Kanton Reims-8.

## Geographie
Puisieulx liegt etwa neun Kilometer südöstlich des Stadtzentrums von Reims. Umgeben wird Puisieulx von den Nachbargemeinden Saint-Léonard im Norden und Nordwesten, Cernay-lès-Reims im Norden, Nogent-l’Abbesse im Norden und Nordosten, Prunay im Nordosten, Sillery im Osten, Mailly-Champagne im Süden, Ludes im Südwesten sowie Taissy im Westen.
Durch die Gemeinde führt die Autoroute A4.

## Bevölkerungsentwicklung
| Jahr                       | 1962 | 1968 | 1975 | 1982 | 1990 | 1999 | 2006 | 2018 |
| Einwohner                  | 182  | 280  | 240  | 238  | 371  | 345  | 352  | 422  |
| Quellen: Cassini und INSEE |      |      |      |      |      |      |      |      |

## Sehenswürdigkeiten

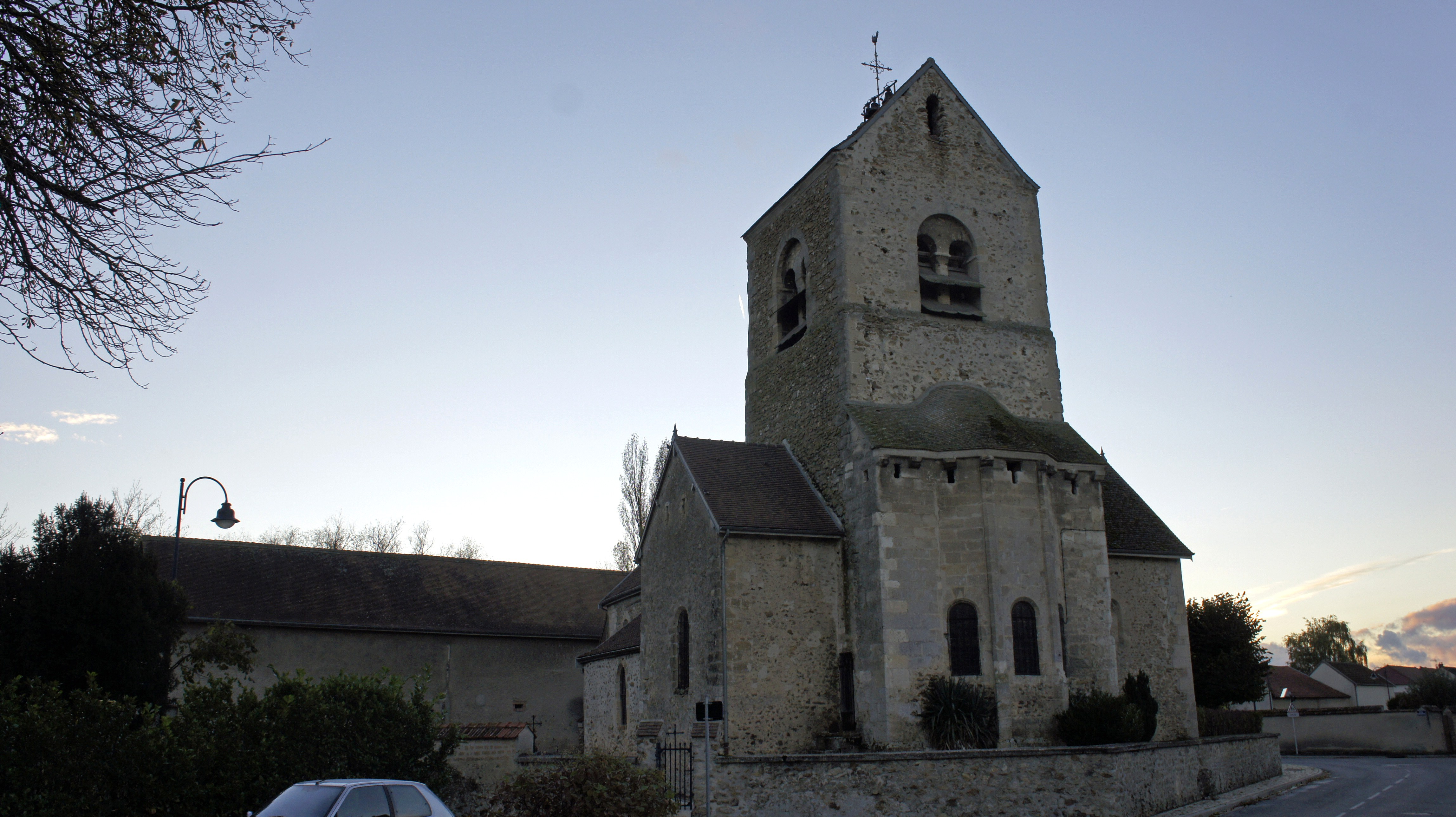
Kirche Saint-Pierre

- Kirche Saint-Pierre
- Fort von La Pompelle

## Persönlichkeiten
Robert Tritant (Widerstandskämpfer, Ceux de la Résistance (CDLR) / Tritant-Gruppe, 1903–1944) wurde dort geboren.